# Myasishchev M-4
Myasishchev M-4 Molot (tiếng Nga: Молот (Hammer), tên mã của USAF/DoD là "Type 37", NATO reporting name 'Bison'.) là một loại máy bay ném bom chiến lược 4 động cơ, do Vladimir Myasishchev thiết kế, chế tạo tại Liên Xô trong thập niên 1950. Loại máy bay này có khả năng tấn công các mục tiêu ở Bắc Mỹ.

## Quốc gia sử dụng
Liên Xô
- Không quân Liên Xô
- Không quân Hải quân Liên Xô

## Biến thể
- Izdeliye M (Sản phẩm M)

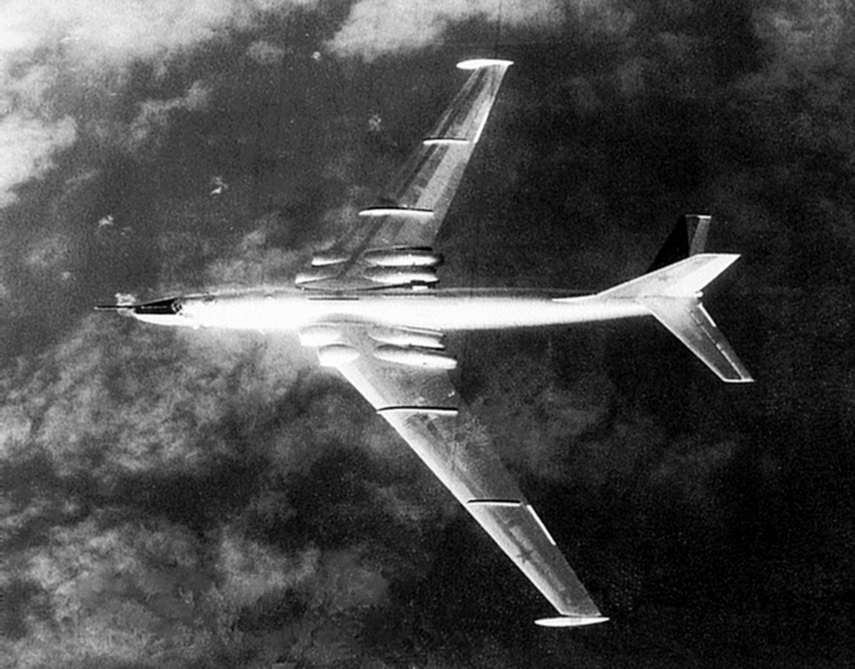
Myasishchev 3M năm 1968.

- SDB(Strategicheskiy Dahl'niy Bombardirovshchik – máy bay ném bom chiến lược tầm xa)
- [Tema Dvadtsat Pyat] Subject 25
- Myasishchev M-4
- Myasishchev M-4-2
- Myasishchev M-6
- Myasishchev 3M
- Myasishchev 3M-5
- Myasishchev 3MD
- Myasishchev 3ME
- Myasishchev 3MS-1 (S:Staryye [dvigatel']  - old engines)
- Myasishchev 3MS-2 (S:Staryye [dvigatel']  - old engines)
- Myasishchev 3MN-1 (N:Novyye [dvigateli]  - new engines)
- Myasishchev 3MN-2 (N:Novyye [dvigateli]  - new engines)
- Myasishchev 3MSR-1 (S:Staryye [dvigateli] Rahdioapparatoora - old engines, avionics [upgrade])
- Myasishchev 3MSN-1 (N:Novyye [dvigateli] Rahdioapparatoora - new engines, avionics [upgrade])
- [Tema Tridtsat Shestt] Subject 36
- VM-T (Vladimir Myasischev-Trahnsportnyy)

### Các biến thể dự án
- Myasishchev 3M-A (Ahtomnyy - atomic)
- Myasishchev 3M-M (Morskoy - marine)
- Myasishchev 3M-R (Razvedchik - reconnaissance)
- Myasishchev 3M-K (Kompleks - weapons system)
- Myasishchev 3MP
- Myasishchev 3M-T (Toplivozaprahvshchik - refuelling tanker)

## Tính năng kỹ chiến thuật (M-4)
Đặc điểm tổng quát
- Tổ lái: 8
- Chiều dài: 47,20 m [4] (154 ft 10 in [4])
- Sải cánh: 50,5 m [4] (165 ft 7 in [4])
- Chiều cao: 14,10 m (46 ft 3 in)
- Diện tích cánh: 326,35 m² (3.512,8 ft²)
- Trọng lượng rỗng: 79.700 kg (175.700 lb)
- Trọng lượng có tải: 138.500 kg (305.340 lb)
- Trọng lượng cất cánh tối đa: 181.500 kg (400.135 lb)
- Động cơ: 4 × Mikulin AM-3A kiểu turbojet, 85,75 kN (19.280 lbf)[5] mỗi chiếc

 Hiệu suất bay 
- Vận tốc cực đại: 947 km/h (588 mph)
- Tầm bay: 8.100 km (5.030 mi)
- Trần bay: 11.000 m (36.000 ft)
- Tải trên cánh: 425 kg/m² (87 lb/ft²)
- Lực đẩy/trọng lượng: 0,25

Trang bị vũ khí

- Súng: 9× pháo 23 mm NR-23 hoặc 6× pháo 23 mm AM-23
- Tên lửa: Lên tới 4 tên lửa hành trình mang ngoài.
- Bom: Lên tới 24.000 kg (52.910 lb) vũ khí có thể mang được, bao gồm bom hạt nhân và bom thường